# Hydra lernejska

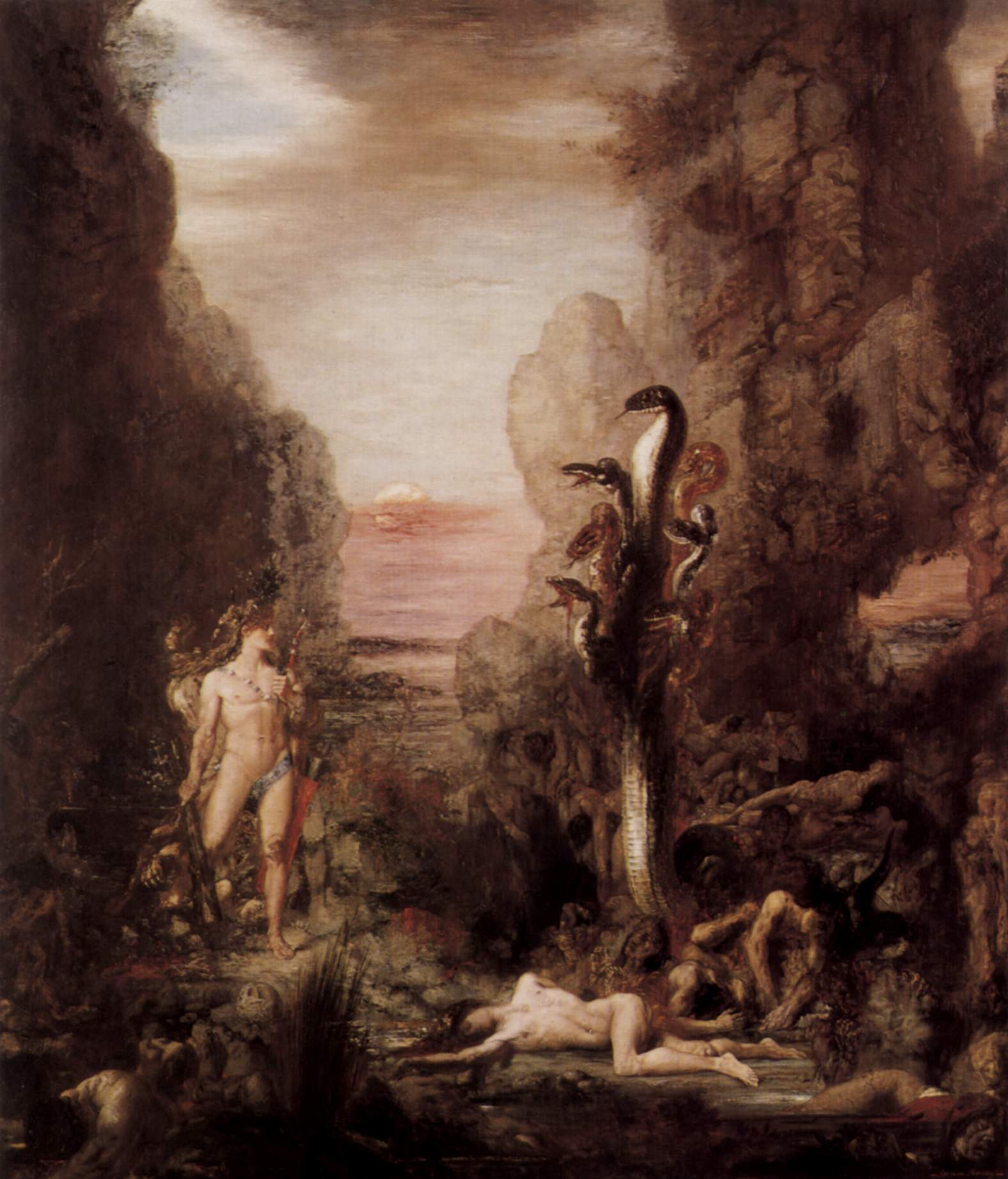
Obraz Gustave’a Moreau z 1876 przedstawiający Heraklesa i Hydrę

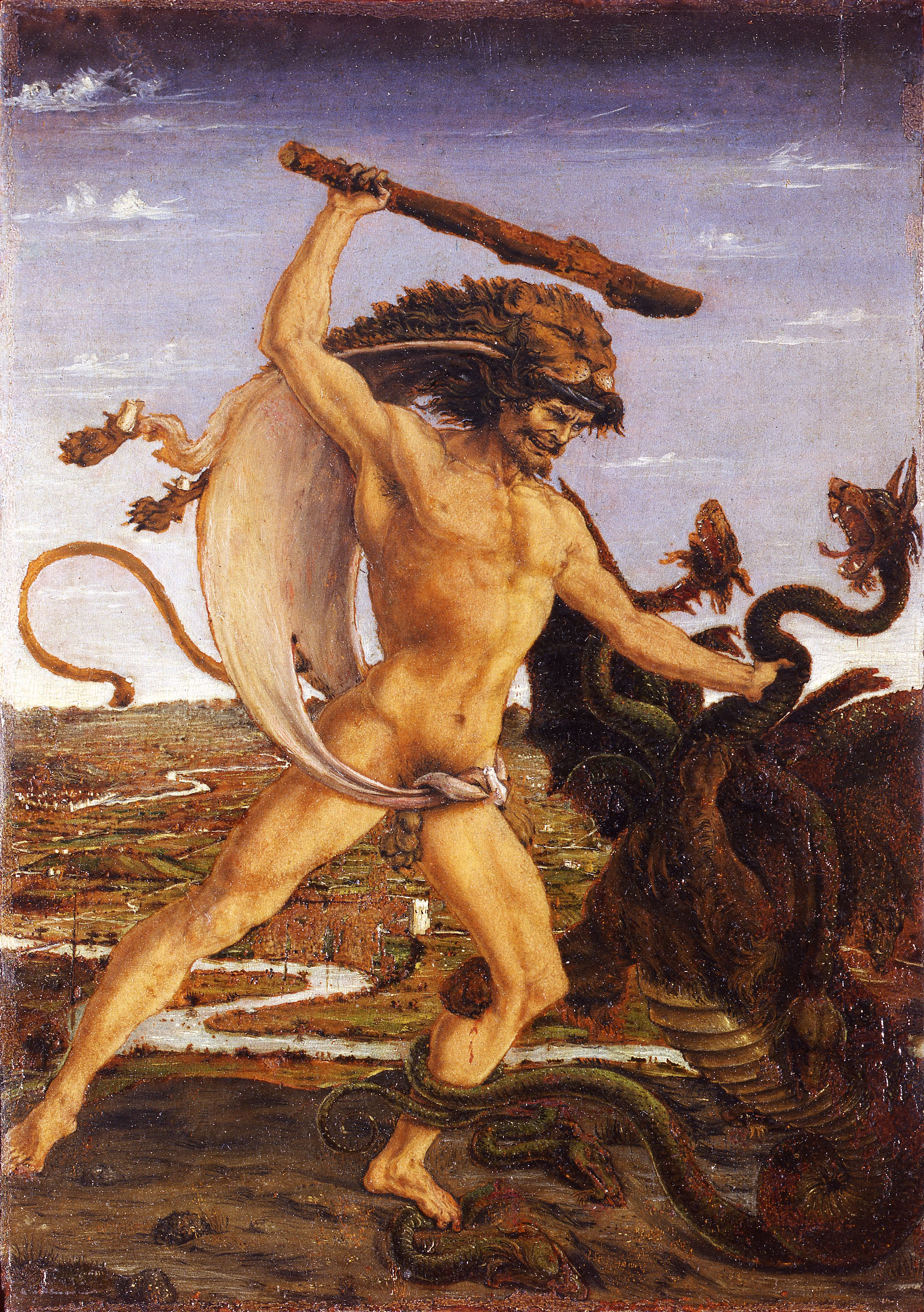
Walka Heraklesa z Hydrą lernejską

Hydra lernejska (gr. Λερναία Ὕδρα Lernaía Hýdra, łac. Hydra Lernaea) – w mitologii greckiej potwór wyobrażany najczęściej jako wielogłowy (różne źródła podają różną liczbę łbów) wąż wodny, córka Tyfona i Echidny. Zamieszkiwała bagna w okolicy Lerny w Argolidzie. Pokonanie jej było drugą z 12 prac Heraklesa. Heros natrudził się, bo na miejsce odciętej głowy odrastały 2 bądź 3 nowe, w końcu wypalił rany, zapobiegając regeneracji, a nieśmiertelną, środkową głowę zakopał. Użył następnie krwi lub żółci potwora do zatrucia swych strzał. Mit interpretowano rozmaicie, uznając Hydrę za rzeczywistego węża opisanego fantazyjnie przez poetę, kolegium kapłanek wody, trudny do osuszenia ciek wodny, łuczników bądź innych wojowników. Mitem sugerowano się, nadając nazwę konstelacji, rodzajowi parzydełkowca oraz ciału niebieskiemu.

## Rodowód
Za rodziców Hydry uważa się Tyfona i Echidnę. Nie ma zgody co do dziadków Hydry, rodziców Echidny. Grimal podaje różne wersje: mogli być nimi rodzice Tyfona, Gaja i Tartar, Chrysaor i Kalliroe albo też Chrysaor i Styks.
Wśród rodzeństwa Hydry wymienia się liczne potwory: psy Ortrosa i Cerbera, Chimajrę, Sfinksa, lwa nemejskiego, smoka strzegącego jabłek Hesperyd, smoka pilnującego złotego runa, orła-dręczyciela Prometeusza; w gronie tym wymienia się także przodków Scytów. Istnieje wersja mitu podająca za ojca Hydry jej brata Ortrosa.
Bardziej rozbudowany rodowód potwora przedstawia poniższe drzewo (ukazano alternatywne wersje pochodzenia Echidny):
| Tartar | Tartar | Tartar | Tartar | Tartar | Tartar |       |       |       |       |       |       |       |       | Gaja | Gaja | Gaja    | Gaja    | Gaja           | Gaja           |                |                |                |                |         |         |          |          |          |          | Pontos   | Pontos   | Pontos | Pontos | Pontos | Pontos |          |          |          |          |              |              |              |              |              |              |
| Tartar | Tartar | Tartar | Tartar | Tartar | Tartar |       |       |       |       |       |       |       |       | Gaja | Gaja | Gaja    | Gaja    | Gaja           | Gaja           |                |                |                |                |         |         |          |          |          |          | Pontos   | Pontos   | Pontos | Pontos | Pontos | Pontos |          |          |          |          |              |              |              |              |              |              |
|        |        |        |        |        |        |       |       |       |       |       |       |       |       |      |      |         |         |                |                |                |                |                |                |         |         |          |          |          |          |          |          |        |        |        |        |          |          |          |          |              |              |              |              |              |              |
|        |        |        |        |        |        |       |       |       |       |       |       |       |       |      |      |         |         |                |                |                |                |                |                |         |         |          |          |          |          |          |          |        |        |        |        |          |          |          |          |              |              |              |              |              |              |
|        |        |        |        |        |        |       |       |       |       |       |       |       |       |      |      |         |         |                |                | Forkos         | Forkos         | Forkos         | Forkos         | Forkos  | Forkos  |          |          | Keto     | Keto     | Keto     | Keto     | Keto   | Keto   |        |        |          |          |          |          |              |              |              |              |              |              |
|        |        |        |        |        |        |       |       |       |       |       |       |       |       |      |      |         |         |                |                | Forkos         | Forkos         | Forkos         | Forkos         | Forkos  | Forkos  |          |          | Keto     | Keto     | Keto     | Keto     | Keto   | Keto   |        |        |          |          |          |          |              |              |              |              |              |              |
|        |        |        |        |        |        |       |       |       |       |       |       |       |       |      |      |         |         |                |                |                |                |                |                |         |         |          |          |          |          |          |          |        |        |        |        |          |          |          |          |              |              |              |              |              |              |
|        |        |        |        |        |        |       |       |       |       |       |       |       |       |      |      |         |         |                |                |                |                |                |                | Meduza  | Meduza  | Meduza   | Meduza   | Meduza   | Meduza   |          |          |        |        |        |        | Posejdon | Posejdon | Posejdon | Posejdon | Posejdon     | Posejdon     |              |              |              |              |
|        |        |        |        |        |        |       |       |       |       |       |       |       |       |      |      |         |         |                |                |                |                |                |                | Meduza  | Meduza  | Meduza   | Meduza   | Meduza   | Meduza   |          |          |        |        |        |        | Posejdon | Posejdon | Posejdon | Posejdon | Posejdon     | Posejdon     |              |              |              |              |
|        |        |        |        |        |        |       |       |       |       |       |       |       |       |      |      |         |         |                |                |                |                |                |                |         |         |          |          |          |          |          |          |        |        |        |        |          |          |          |          |              |              |              |              |              |              |
|        |        |        |        |        |        |       |       |       |       |       |       |       |       |      |      |         |         |                |                |                |                |                |                |         |         |          |          |          |          |          |          |        |        |        |        |          |          |          |          |              |              |              |              |              |              |
|        |        |        |        |        |        |       |       |       |       |       |       |       |       |      |      |         |         | Kalliroe/Styks | Kalliroe/Styks | Kalliroe/Styks | Kalliroe/Styks | Kalliroe/Styks | Kalliroe/Styks |         |         | Chrysaor | Chrysaor | Chrysaor | Chrysaor | Chrysaor | Chrysaor |        |        | Pegaz  | Pegaz  | Pegaz    | Pegaz    | Pegaz    | Pegaz    |              |              |              |              |              |              |
|        |        |        |        |        |        |       |       |       |       |       |       |       |       |      |      |         |         | Kalliroe/Styks | Kalliroe/Styks | Kalliroe/Styks | Kalliroe/Styks | Kalliroe/Styks | Kalliroe/Styks |         |         | Chrysaor | Chrysaor | Chrysaor | Chrysaor | Chrysaor | Chrysaor |        |        | Pegaz  | Pegaz  | Pegaz    | Pegaz    | Pegaz    | Pegaz    |              |              |              |              |              |              |
|        |        |        |        |        |        |       |       |       |       |       |       |       |       |      |      |         |         |                |                |                |                |                |                |         |         |          |          |          |          |          |          |        |        |        |        |          |          |          |          |              |              |              |              |              |              |
|        |        |        |        |        |        |       |       |       |       |       |       |       |       |      |      |         |         |                |                |                |                |                |                |         |         |          |          |          |          |          |          |        |        |        |        |          |          |          |          |              |              |              |              |              |              |
|        |        |        |        |        |        | Tyfon | Tyfon | Tyfon | Tyfon | Tyfon | Tyfon |       |       |      |      |         |         |                |                | Echidna        | Echidna        | Echidna        | Echidna        | Echidna | Echidna |          |          |          |          |          |          |        |        |        |        |          |          |          |          |              |              |              |              |              |              |
|        |        |        |        |        |        | Tyfon | Tyfon | Tyfon | Tyfon | Tyfon | Tyfon |       |       |      |      |         |         |                |                | Echidna        | Echidna        | Echidna        | Echidna        | Echidna | Echidna |          |          |          |          |          |          |        |        |        |        |          |          |          |          |              |              |              |              |              |              |
|        |        |        |        |        |        |       |       |       |       |       |       |       |       |      |      |         |         |                |                |                |                |                |                |         |         |          |          |          |          |          |          |        |        |        |        |          |          |          |          |              |              |              |              |              |              |
|        |        |        |        |        |        |       |       |       |       |       |       |       |       |      |      |         |         |                |                |                |                |                |                |         |         |          |          |          |          |          |          |        |        |        |        |          |          |          |          |              |              |              |              |              |              |
| Cerber | Cerber | Cerber | Cerber | Cerber | Cerber |       |       | Hydra | Hydra | Hydra | Hydra | Hydra | Hydra |      |      | Chimera | Chimera | Chimera        | Chimera        | Chimera        | Chimera        |                |                | Ortros  | Ortros  | Ortros   | Ortros   | Ortros   | Ortros   |          |          | Sfinks | Sfinks | Sfinks | Sfinks | Sfinks   | Sfinks   |          |          | Lew nemejski | Lew nemejski | Lew nemejski | Lew nemejski | Lew nemejski | Lew nemejski |

Hydra narodziła się z Echidny nad brzegiem rzeki Lerny (Amymone), pod platanem. Potwora wychowała albo raczej wyhodowała Hera, specjalnie w celu skonfrontowania z nią Heraklesa. Opiekowała się nią pod platanem rosnącym niedaleko źródeł Amymone.

## Postać
Hydra lernejska miała postać potwora. Jan Parandowski określa hydrę słowami „płaz ohydny”; w stosunku do jej jamy używa epitetu „smocza”. Pisze również, że Hydra była „niezmiernie wielka”. Przedstawia się ją zwykle jako wielogłowego węża, miała więc wężowe sploty. Jej liczne, wężowe, rzadziej ludzkie, głowy wyrastały z kadłuba lub psiego ciała.
Rozmaicie podaje się liczbę głów potwora – pojawiają się zwykle liczby od 5 do 100. Można spotkać się z liczbą 6. Na greckich monetach widniał wizerunek bestii o 7 głowach. Graves podaje od 8 lub 9 do 50, 100, a nawet 10 000. Wedle Gravesa, ta ostatnia liczba stanowi dodatek Eurypidesa, pełniący ozdobną jedynie funkcję epitet, mogący wynikać z niestaranności tego autora. Schmidt mówi o 9 łbach. Jan Parandowski podaje, że potwór miał 10 głów. Jedna z głów, leżąca pośrodku, była nieśmiertelna, a niektóre jej struktury anatomiczne zbudowane były ze złota. Hydra wydawała z siebie syk.
Nie tylko wygląd Hydry był straszliwy. Jej oddech pozbawiał życia każdego, kto się zbliżył. Nieszczęśnik umierał od wyziewów potwora z Lerny nawet wtedy, gdy bestia spała. Także zapach jej śladów miał działanie śmiertelne.

## Siedlisko
Niektóre wersje mitu mówią, że potwora nasłała Hera. Potwór mieszkał w okolicy miasta Lerna (funkcjonuje też nazwa Lerne) w Argolidzie nad morzem, pośród żyznych ziem, kilka mil od Argos. Nieopodal tej miejscowości rozciągają się rozległe bagna, które z trzech stron otaczają skały. W innej wersji mitu leżało tam Jezioro Lernejskie, nad które przybywali zabójcy w celu oczyszczenia. W jeszcze innej na zachód od miasta leżała góra Pontinos. Porastał ją sięgający wybrzeża morskiego gaj platanów, ograniczony z dwóch stron rzekami Pontinos i Amymone. Nad brzegiem morza postawiono posąg Afrodyty, w gaju zaś Demeter, Dionizosa Zbawcy i Prozymne. Nieopodal znajdowało się zejście do Tartaru, wykorzystane przez Dionizosa, a także Hadesa. Obchodzono tam kiedyś misteria Demeter Lernejskiej.
Na skraju bagien wytyczono ścieżkę prowadzącą z Argolidy do Lakonii. Była ona dość wąska, ale brakowało innej drogi łączącej te krainy. Potwór skorzystał więc z okazji, obierając sobie siedzibę właśnie przy tej drodze. Parandowski pisze, że mieszkał w smoczej jamie. Nad norą rósł platan, tam też znajdowało się 7 źródeł rzeki Amymone. Inna wersja mitu mówi o trzech strumieniach w źródle zwanym Amymone, z których początek bierze nigdy nie wysychająca rzeka Lerna, zapoczątkowana wbiciem trójzębu w skałę przez Posejdona.

## Działalność potwora
Zazwyczaj Hydra czatowała na wędrowców zmierzających ścieżką łączącą Lakonię z Argolidą. Kiedy jednak nie zaspokoiła w ten sposób swego głodu, wyruszała pomiędzy okoliczne wioski. Niszczyła plony, rozszarpywała bydło, czyniąc w kraju spustoszenie.

## Walka z Heraklesem

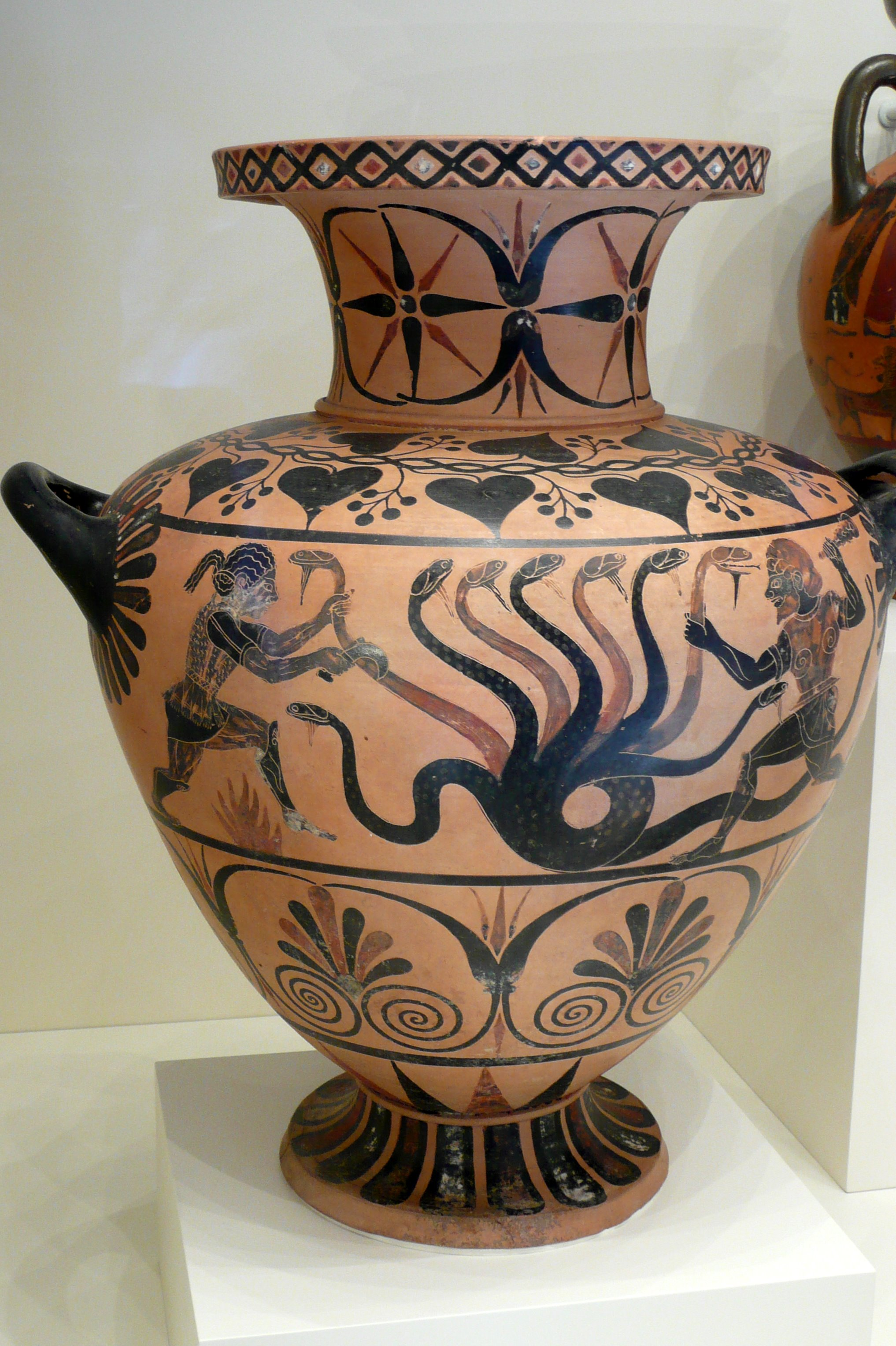
Herakles i Jolaos walczą z hydrą, ceramika czarnofigurowa z około 525 p.n.e.

Drugą pracą Heraklesa, greckiego herosa, syna Zeusa i Alkmeny, miało być zabicie Hydry.
Półbóg ten, zwany też Alkajosem, przyjechał zaprzężonym w konie rydwanem do Lerny. Funkcję jego woźnicy pełnił Jolaos, syn brata herosa. Również Atena wsparła go swą radą, pokazała mu też, gdzie ukrywa się córka Tyfona.
Heros zaczął strzelać płonącymi strzałami do jaskini zamieszkanej przez lernejską bestię. Rozjuszyło to potwora, który opuścił swe schronienie. Walcząc z Hydrą, półbóg musiał wstrzymywać oddech. Syn Zeusa chwycił ją za gardło. Hydra przypuściła kontratak, oplatając się swymi mackami wokół nóg bohatera. Herakles o mało co przez to nie przewrócił się.
Walka trwała długi czas. Syn Alkmeny odrywał bądź odcinał głowy z szyj potwora. Grimal podaje, że użył w tym celu specjalnej zakrzywionej szabli, zwanej harpe. Graves z kolei pisze, że bohater miażdżył łby swą pałką. Nie odnosiło jednak to pożądanego skutku. Na miejsce jednego odrastały natychmiast dwa lub trzy nowe łby.
Nie był to jedyny problem herosa. Pojawił się bowiem olbrzymi rak Karkinos, by szczypać herosa w kończyny. Przysłała go Hera. Wojownik rozgniótł go lub rozbił go pałką. Następnie wezwał Jolaosa.
Herakles nakazał swemu bratankowi podpalić pobliski las. Dzięki temu mógł wypalać pochodnią miejsca po uciętych głowach hydry, zapobiegając w ten sposób ich odrastaniu. Grimal i Graves podają natomiast, że już wysyłane wcześniej przez pogromcę potworów strzały płonęły. Piszą też, że Jolaos na prośbę swego stryja sam przypalał pobranymi z płonącego lasu pochodniami rany monstrum. Tamowało to upływ krwi i odrastanie łbów. Pozostał jeszcze problem nieśmiertelnej z głów. Alkajos odciął ją mieczem lub złotym pałaszem, zakopał na polu lub przy drodze do Elajos jeszcze syczącą, a miejsce to przykrył wielkim głazem.

## Zioło
Syn Alkmeny doznał wielu obrażeń w walce, był pokąsany, z piekącym bólem. Jeden z bogów, którego imienia Parandowski nie wymienia, polecił mu użycie zioła przypominającego kształtem Hydrę. Znalazłszy roślinę, heros wrócił do zdrowia.

## Żółć i krew hydry
Po pokonaniu potwora Herakles rozciął tułów bestii, patrosząc cielsko. Dostał się do żółci monstrum i wykorzystał ją do zatrucia swych strzał. Dzięki temu każda zadana nimi rana, nawet powierzchowna, prowadziła do śmierci.
Wedle jednej z wersji mitu żółć ta stanowiła jeden ze składników płynu, który centaur Nessos, umierając, dał Dejanirze, żonie Heraklesa, doprowadzając tym samym do śmierci herosa.
Krew Hydry spłynęła do rzeki Anigros. Wedle innej wersji w rzece wykąpał się Chejron albo też inny zraniony strzałą Heraklesa centaur, a podczas kąpieli strzała wypadła z jego ciała. Obie wersje bywają też łączone. Podczas bitwy z centaurami zapoczątkowanej przez Folosa, syn Alkmeny trafił zatrutą strzałą centaura Pylenora, który przemył ranę w potoku Anigros. Bez względu na powód, od tej pory wody tej rzeki zaczęły cuchnąć, a złowione w niej ryby nie były zdatne do spożycia. Rzeka została zatruta na zawsze. Pierre Grimal podaje, że w niektórych wersjach mitu to krew, a nie żółć, służyła do zatrucia strzał, a także wchodziła w skład „napoju miłosnego” Nessosa.
Po Heraklesie jego łuk i strzały przejął Filoktet, związany obietnicą niewyjawienia miejsca śmierci Alkajosa. Karą za złamanie słowa miała być cuchnąca rana na kończynie dolnej. Wedle jednej z wersji mitu, zatruta krwią Hydry strzała wypadła synowi Pojasa z kołczanu, raniąc go w stopę. Inna wersja upatruje powodu zakażenia w ukąszeniu węża. Rana cuchnęła tak przeraźliwie, że płynący pod Troję Achajowie zostawili Filokteta na Lemnos. Przepowiednia głosiła jednak, że bez strzał Heraklesa Grekom nie uda się zdobyć Ilionu, wobec czego Odyseusz wrócił po łucznika. Od przesiąkniętych krwią Hydry strzał zginął później Parys. Po założeniu Makalli, Filoktet złożył strzały w ofierze Apollinowi.
Eurysteusz nie uznał Heraklesowi tej pracy ze względu na pomoc Jolaosa, o czym pisze Apollodoros.

## Interpretacje
Mit o Hydrze interpretowany bywał rozmaicie.
Niektórzy klasyczni mitografowie widzieli w potworze rzeczywiste stworzenie. Pauzaniasz doszedł do tego, że Hydra była olbrzymim jadowitym wężem wodnym. Posiadanie przez stwora wielu głów tłumaczy wymysłem wcześniejszego twórcy Pizandra, który miał chcieć w ten sposób „dodać godności swym wierszom”. Graves również widzi podobieństwo pomiędzy lernejską bestią a wężem wodnym; zwraca jednak uwagę na słodkowodne siedlisko potwora. Dlatego przywołuje raczej piastres czy avancs z Wysp Brytyjskich. W rzeczywistości jadowite węże morskie istnieją, jednakże zamieszkują gorące wody Oceanu Indyjskiego, a nie greckie wybrzeża Morza Śródziemnego. Mają tylko jedną głowę i rzadko przekraczają długością 2 m. Nie odnotowano osobników przekraczających 3 m długości. Ich jad zawiera neurotoksyny. Chińczycy i Japończycy stosują świeżą lub wysuszoną żółć tych gadów jako afrodyzjak, podając ją w kawie lub winie.
Liczby głów 8-9 i 50 kojarzą się również ze świętą mątwą, jedną z postaci przyjmowanych przez Tetydę. Głowonóg ten cechował się ośmioma wężowatymi mackami, a czciło go kolegium pięćdziesięciu kapłanek. Każda z macek kończyć się miała osobną głową, do tego dochodziła głowa główna. Dziewięć głów miałoby związek z boginią księżyca.
Sylwetkę Hydry określa się również jako psią. Robert Graves zauważa w tym podobieństwo do Skylli, innego potwora z mitologii greckiej. Skylla była jednak również potworem morskim. Przywodzi w tym miejscu również siedmiogłową bestię babilońską pokonaną przez Gilgamesza.
Autor ten widzi w stającym do walki z Hydrą pretendenta do tronu królewskiego. Śmiałek taki miałby toczyć walki z bykiem, lwem oraz dzikiem czy skorpionem, by w końcu zagłębić się w wodach jeziora w poszukiwaniu skarbu (złoto). Czyni tutaj porównanie Heraklesa z Jazonem i pomagającej swemu bratu Ateny z wspierającą Jazona Medeą.
Jeden z euhemerystycznych pomysłów mitografów zwracał uwagę na okolicę, w której żył potwór. Rozciągały się tam bagna i to z nimi zidentyfikowano Hydrę. Jej liczne głowy miałyby więc wedle tego pomysłu być źródłami. 7 głów hydry reprezentowałoby więc 7 dopływów tej rzeki. Pomimo prób osuszania terenu przez Heraklesa sączyły one ciągle wodę, niwecząc jego trud. W końcu jednak herosowi miało udać się je powstrzymać. Czynu tego nie umiał powtórzyć cesarz rzymski Neron. Hipotezę tę wspierał choćby Serwiusz w swym dziele O Eneidzie. Pisze tam o podziemnych rzekach, których woda, dostając się na powierzchnię, zalewała pola, a kiedy radzono sobie i zatykano jedno takie ujście, pojawiał się inny rwący potok. Herakles miałby tutaj użyć ognia do osuszenia terenu.
Według Gravesa, mityczna Hydra była uosobieniem pięćdziesięcioosobowego kolegium kapłanek wody z Lerny (również mit o Danaidach związany jest z tą instytucją). Elementy takie, jak gaj platanów czy mątwa, uważa za wpływy kreteńskie. Doszukuje się również triady bogiń: Persefony-dziewicy wypartej później przez Semele, Demeter i Hekate-staruchy w postaci Prozymne. Czyn Heraklesa widzi jako historyczną próbę zlikwidowania tego kultu przez Achajów bądź Dorów. Pierwsza próba podbicia sanktuarium przez helleńskich najeźdźców nie powiodła się. Odrastanie głów byłoby więc pojawieniem się ciągle nowych kapłanek w świętym platanowym gaju, który w końcu spalono. Za drugim razem wódz Hellenów wstąpił w związek małżeński z arcykapłanką wody (urząd ten piastowała zwyciężczyni biegu). Pozostałe kapłanki wyszły zaś za mniejszych wodzów plemiennych Hellenów.
Inny pogląd uznaje wyraz Hydra za nazwę stolicy państwa, którym rządził król o imieniu Lernos. Miało mu towarzyszyć 50 łuczników. Gdy któryś z nich poległ, zaraz zastępował go kolejny, na podobieństwo odrastających głów córki Tyfona. Setka głów kojarzy się natomiast z centuriami, oddziałami wojowników lernejskich urządzających wypady na Argos.
Graves uważa wprowadzenie nasłanego przez Herę raka do opowieści za dążenie do utożsamienia dwunastu prac Heraklesa z dwunastoma znakami zodiaku. Brytyjczyk widzi też miejsce skorupiaka w pierwszej pracy herosa, polegającej na zabiciu lwa z Nemei.

## W astronomii
Hera odwdzięczyła się rakowi, umieszczając go na niebie pomiędzy znakami zodiaku jako konstelację Raka. Na niebie blisko Raka znajduje się również gwiazdozbiór Hydry. Po podziale gwiazdozbioru Argo jest to największa z konstelacji. Nieco dalej znajduje się ich pogromca w postaci gwiazdozbioru Herkulesa. Nazwę Hydra nadano też księżycowi Plutona, odkrytemu w czerwcu 2005.

## W biologii
Karol Linneusz w 1757 nadał nazwę Hydra rodzajowi zwierząt, dokładniej stułbi z grupy jamochłonów. W języku angielskim zachowała się ta nazwa, używana także w odniesieniu do należących do rodzaju gatunków.

## W kulturze
W języku angielskim funkcjonuje przysłowie A lerna of evils. Graves tłumaczy je oczyszczaniem się zabójców nad jeziorem Lerna.